# Polyrhachis vindex
Polyrhachis vindex är en myrart som beskrevs av Smith 1857. Polyrhachis vindex ingår i släktet Polyrhachis och familjen myror. Inga underarter finns listade i Catalogue of Life.